# サアグン (スペイン)
サアグン（Sahagún [sa(a)ˈɣun]）は、スペイン・カスティーリャ・イ・レオン州レオン県のムニシピオ（基礎自治体）。サンティアゴ・デ・コンポステーラの巡礼路の自治体の一つである。

## 由来
304年頃にこの地で殉教したとされる、聖ファクンドと聖プリミティボ（キリスト教徒たちは彼らを Domna Sanctosと呼んでいた）にちなんで名づけられた。この名がやがてSanctus Facundus、 Sant Fagun、Safagun、最後にfが失われ無音のhとなり、Sahagunとなった。

## 地理
セア川とバルデラドゥエイ川の間の緩やかな丘陵の上にある。
サアグンの気候は、カンタブリア山脈の影響を少し受けた地中海性気候である。年間平均気温は10℃から12℃である。標高の高さに調節され、夏は暑く乾燥する。冬には頻繁に霜を伴う降雪（年間10日ほど）があり、2つの河川に挟まれているため、霧が発生する。
第一次産業の比率が高く、穀物生産や家畜の飼育で知られる。特産はリーキ（修道僧が持ち込んだとされる）。

### 人口
| サアグンの人口推移 1900－2010                           |
|                                                         |
| 出典:INE（スペイン国立統計局）1900年 - 1991年、1996年 - |

## 歴史

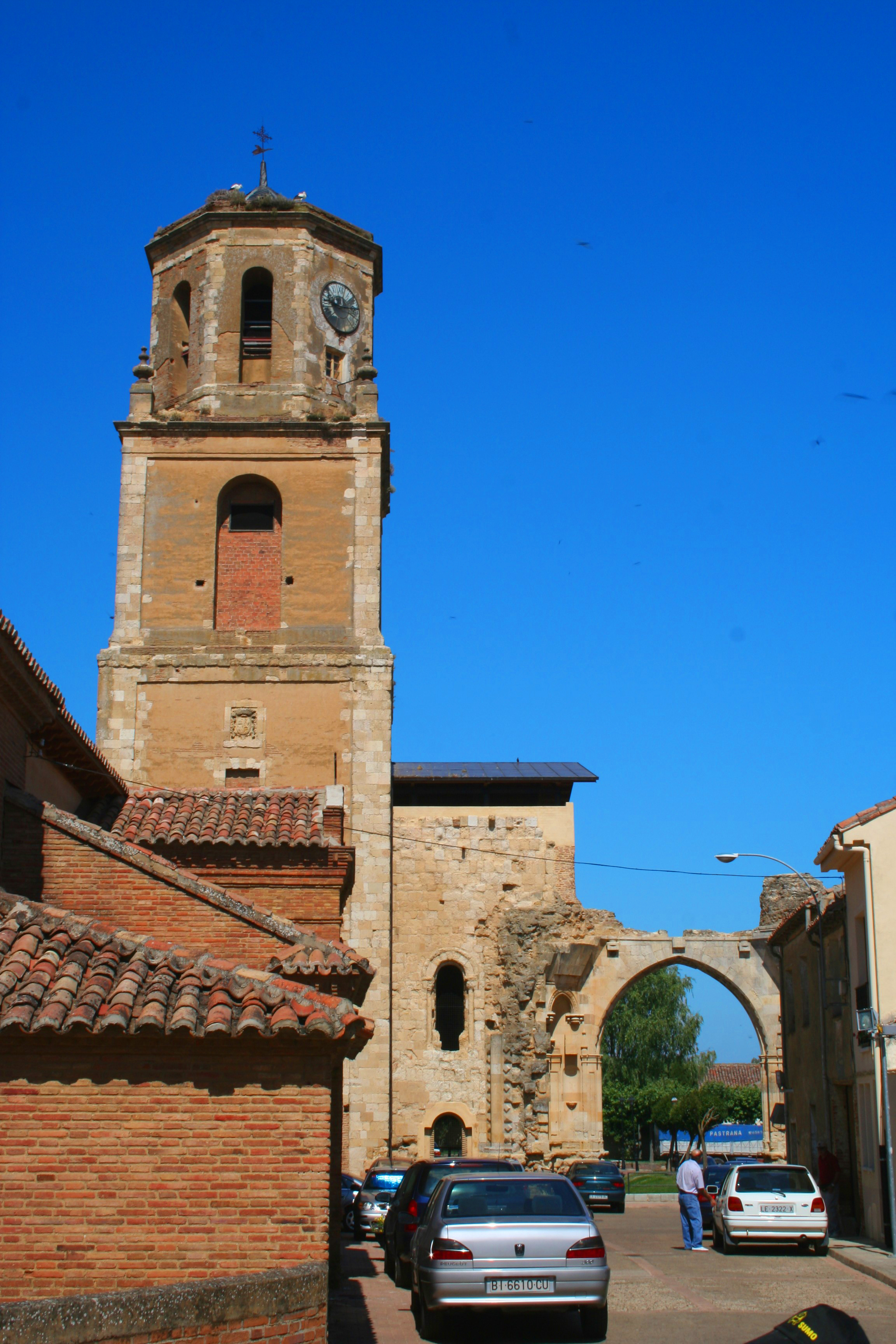
アルフォンソ3世王が建てた王立サン・ベニート修道院

中世のサアグンができる前、この地にはローマ街道の宿場町があった。発祥の地とされるのは、聖ファクンドと聖プリミティボに捧げられた修道院である。ローマ帝国のキリスト教迫害によって、聖ファクンドと聖プリミティボが拷問を受け、処刑されると、遺骸はセア川に投げ捨てられた。信者たちは聖人の遺骸を集めて原始キリスト教の教会を建てた。この建物はイスラム教徒のイベリア半島侵攻で幾度も破壊された。レコンキスタ終了後、872年にアストゥリアス王アルフォンソ3世は教会をコルドバ出身の聖職者へ寄進した。

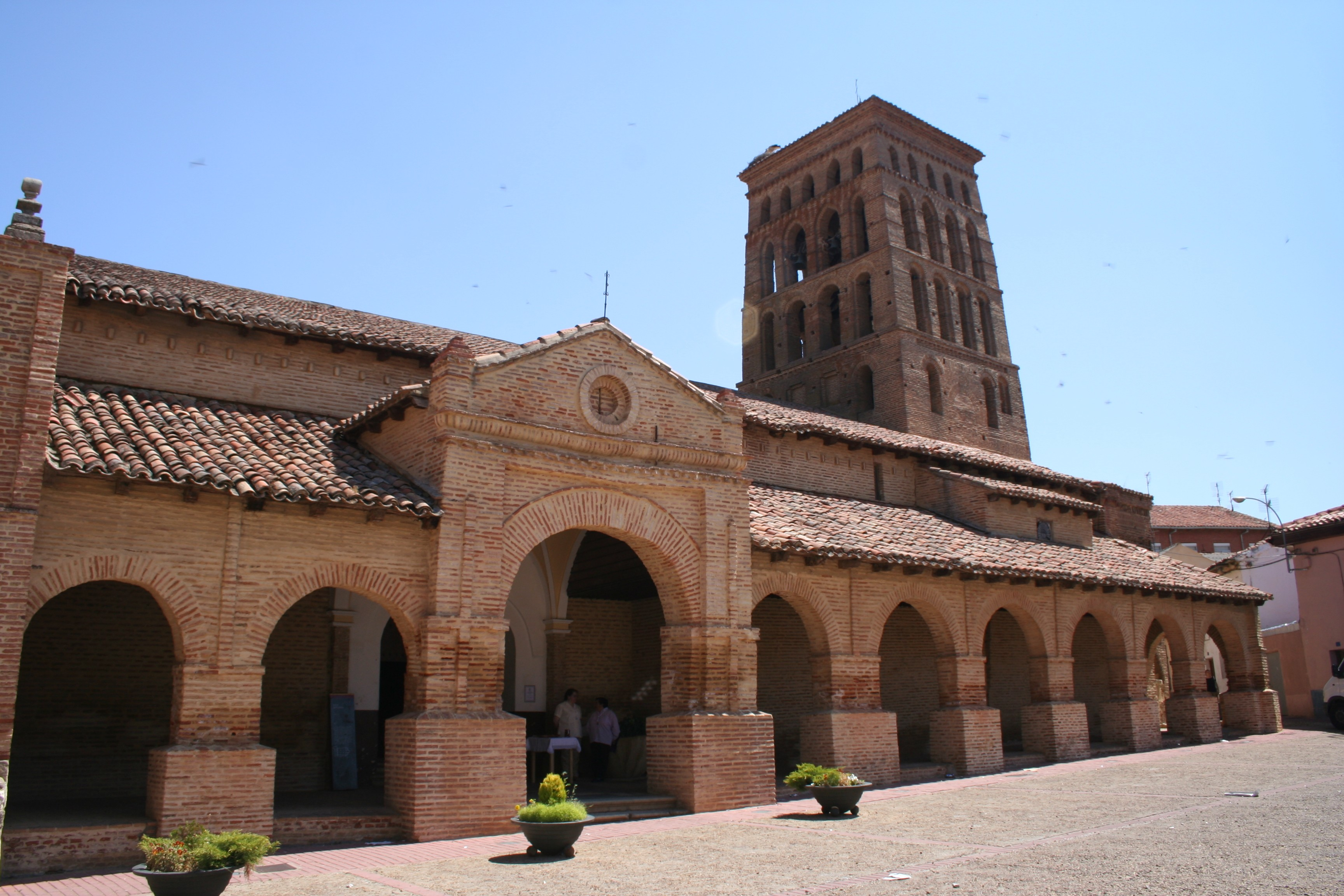
ロマネスク様式とムデハル様式の融合である、サン・ロレンソ教会

11世紀、特にアルフォンソ6世は、二度目の王妃にコンスタンサ・デ・ボルゴーニャをフランスから迎えるにあたって、クリュニー修道院を通じてイベリア半島にラテン典礼を導入することを決めたことで、修道院の優位が高まった。時には、ブルジョワ対職人という、異なる社会階層の間で緊張が生じた。サンティアゴ・デ・コンポステーラの権威をかさにした修道院の権力乱用は、ブルジョワの反乱が起きるほどであった。
1085年、アルフォンソ6世は町と聖職者に法特権を、サン・ファクンド地区へ移住する人々への税免除を含めて授けた。これが修道院と町の突出した富の獲得につながり、『スペインのクリュニー』と呼ばれるほど重要視され、中世後期には最も繁栄する都市のひとつとなった。町は重要な文化中心地でもあった。フランス商人、ムデハル、ユダヤ人といった人種や文化の違う人々が移住してきた。
12世紀、町と修道院双方とも対立が頂点に達した。年代記は、3度のブルジョワ反乱について記している。
時がたつにつれ、修道院の勢力は増し、現在のカンタブリア州からセゴビア県に至るまでの地域に100に近い修道院と教会をその管轄においていた。
さらに1347年、ローマ教皇クレメンス6世のおかげで、サアグンに大学が設置された。対立教皇ベネディクトゥス13世時代の1403年、神学、教会法、リベラル・アーツが学べるようになった。サアグン大学の重要性は、サラマンカ大学と名声を交換するほどであり、アルカラ大学へ教授を提供したところにも現われていた。
数世紀たって、サアグンの町と修道院の衰退は進行し、19世紀のメンディサバル法（教会、修道会の大土地所有廃止）で衰えは決定的となった。アルフォンソ6世時代から受け継がれてきた信仰の伝統はここで途絶えた。
1808年、スペイン独立戦争の際には、サアグンの戦いが起き、イギリス軍が勝利した。
1931年4月、バスク州のエイバルに次いで、サアグンにてスペイン第二共和政の成立が宣言された。

## 交通
- 高速道路 - レオン＝ブルゴス間をつなぐA-231が通っている
- バス - ビルバオ、マドリード、サンタンデール、ムルシアへとつなぐ国営バスがある
- 鉄道 - Adifがサアグン駅を運営。

## 姉妹都市
- ティネオ、スペイン